# Bujurquina huallagae
Bujurquina huallagae är en fiskart som beskrevs av Kullander, 1986. Bujurquina huallagae ingår i släktet Bujurquina och familjen Cichlidae. Inga underarter finns listade.